# آلفرد بللاک
آلفرد بلِلاک (انگلیسی: Alfred Blalock؛ ‏ ‏۵ آوریل ۱۸۹۹ – ۱۵ سپتامبر ۱۹۶۴) جراح و استاد دانشگاه اهل ایالات متحده آمریکا بود. وی همچنین برندهٔ جوایزی همچون جایزه پژوهش پزشکی بالینی لسکر-دی‌بیکی شده‌است.